# شهرة (إب)

تعديل مصدري - تعديل

شهرة محلة تابعة لقرية المغسال، التابعة لعزلة بني مدسم بمديرية إب إحدى مديريات محافظة إب في الجمهورية اليمنية.، بلغ تعداد سكانها 76 حسب تعداد اليمن لعام 2004.